# Carabus hispanus

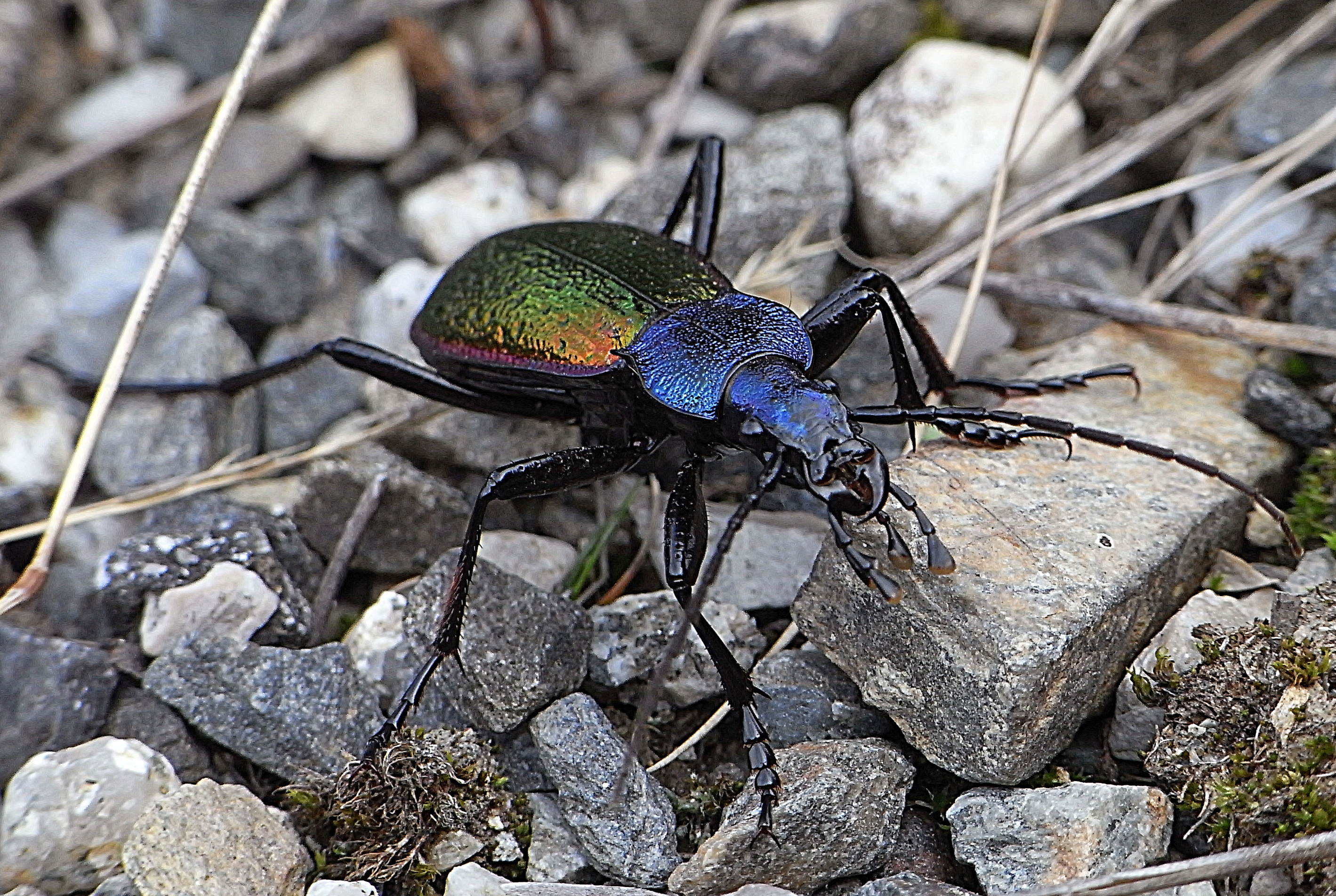
Abb. 1: Männchen

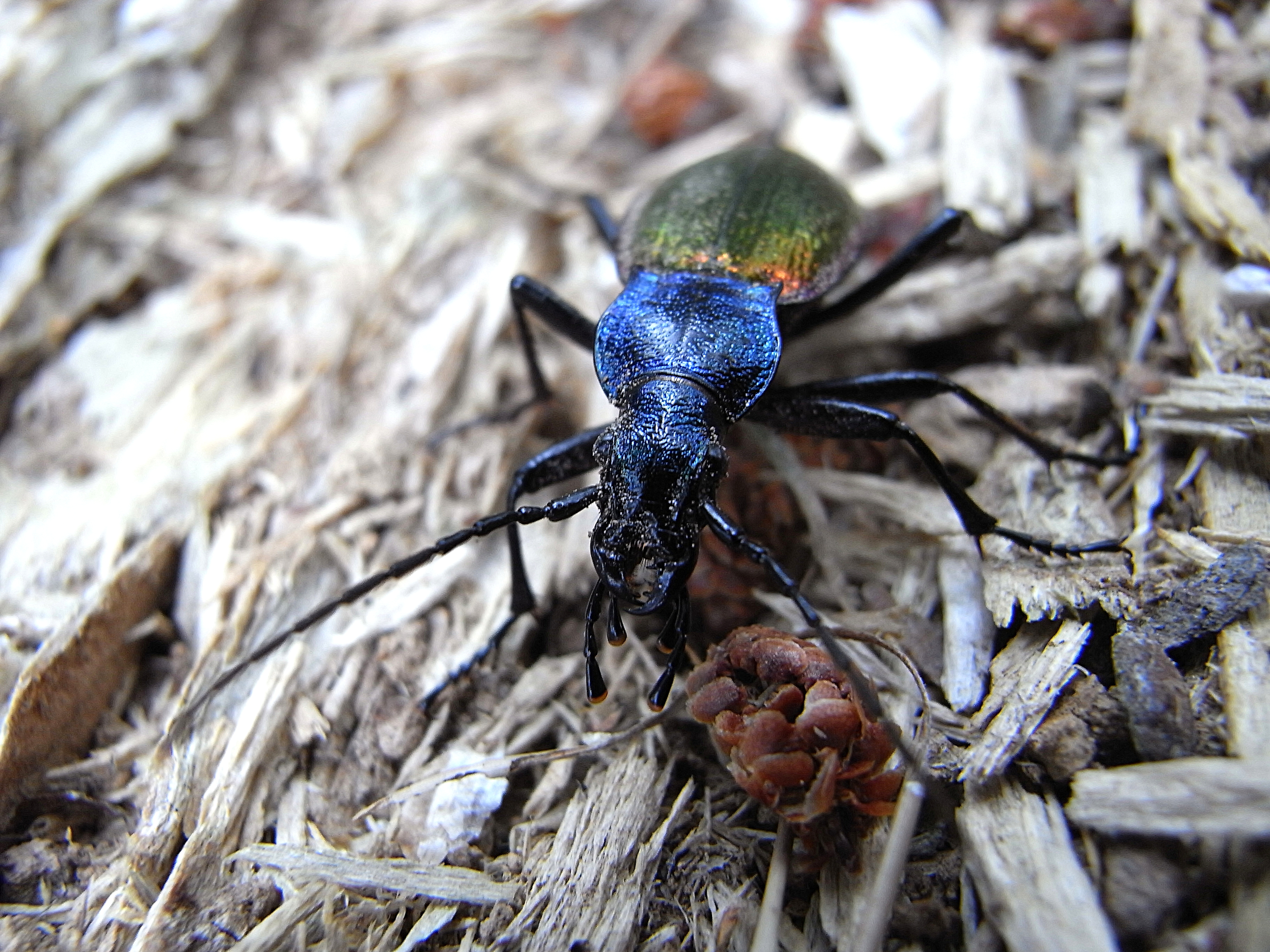
Abb. 2: Weibchen

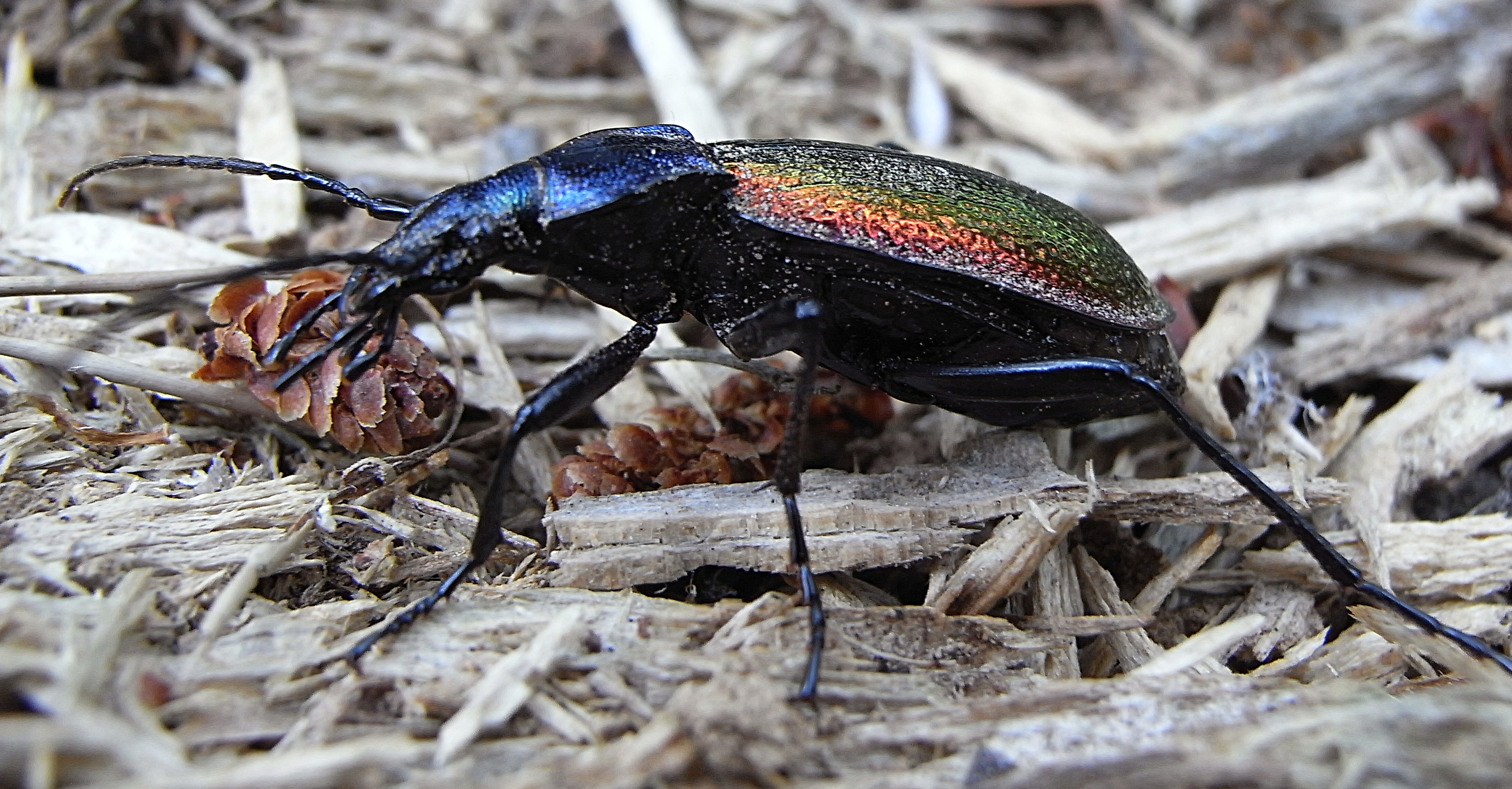
Abb. 3: Seitenansicht

Carabus hispanus (Syn.: Chrysocarabus hispanus) ist ein Käfer aus der Familie der Laufkäfer (Carabidae). Sein wissenschaftlicher Name wird gelegentlich fälschlich mit „Spanischer Laufkäfer“ verdeutscht, der Artname „hispanus“ bezieht sich aber nicht auf Spanien, sondern auf den französischen Ort Ispagnac. Der Käfer kommt nur in Frankreich vor. Unter Käferzüchtern firmiert die Art häufig unter Chrysotribax hispanus, im Internet findet sich auch der Name „Cevennen-Laufkäfer“.
Die Käferart besitzt eine natürliche Tendenz, mit verwandten Arten Hybride zu bilden. Wegen seiner metallisch bunten Farben wird der Käfer deswegen von Züchtern mit anderen farbenprächtigen Käfern gekreuzt, um neue Farbvarianten zu erzielen.

## Merkmale
Carabus hispanus zeigt die typische Form der artenreichen Gattung Carabus. Er erreicht eine Körperlänge von 23 bis 34 Millimetern. Der Kopf und die Mundwerkzeuge sind nach vorne gerichtet. Die kräftigen Oberkiefer sind einwärts gebogen und auf dem Innenrand in der Mitte mit einem stumpfen Zahn versehen. Von den zwei Paar Kiefertastern ist das vordere zwei-, das hintere viergliedrig. Die Lippentaster sind dreigliedrig. Die Endglieder der hinteren Kieferntaster und der Lippentaster sind nach vorne stark verbreitert und verflacht. Die Fühler sind fadenförmig und elfgliedrig, die letzten sieben Glieder sind fein behaart. Sie sind hinter der Oberkieferbasis und vor den Facettenaugen eingelenkt.
Der Halsschild ist breiter als der Kopf und schmaler als die Flügeldecken. Er verbreitert sich im ersten Drittel und ist im zweiten Drittel leicht eingeschnürt. Wie der Kopf ist er strahlend metallisch blau und leicht verworren gerunzelt.
Die Flügeldecken sind länglich oval, leicht gewölbt und vor dem Außenrand rinnenförmig verflacht. Längskiele sind nur angedeutet und von der groben flachen Runzelung überdeckt. Die Flügeldecken sind golden mit roten und grünlichen Schattierungen je nach Lichteinfall, die Ränder sind purpurrot bis violett. Das Umschlagen der Farben bei entsprechendem Lichteinfall, das von manchen Schmetterlingen bekannt ist, ist bei Käfern selten. Im Kasten rechts oben und in Abb. 1 ist das gleiche Tier abgebildet. Bei Chrysocarabus wird die Farbe durch die Dicke der durchsichtigen Exocuticula, ihrem Brechungsindex und die Absorptionsfähigkeit der Endocuticula für Licht bedingt. Durch den Abrieb der Exocuticula ist ein altersbedingter Wechsel der Farbe denkbar. Dies ist möglicherweise die Erklärung, warum zahlreiche Farbvarianten beschrieben sind.
Die Unterseite ist schwarzbraun. Die Beine sind als typische Laufbeine ausgebildet, mit kräftigen Gliedern und Krallen. Die Hinterhüften sind nach hinten aufgebogen und ragen über den Hinterrand des ersten sichtbaren Hinterleibssegmentes hinaus. Die Tarsen sind fünfgliedrig. Bei den Männchen sind sie verbreitert (Abb. 1 und Abb. 2), um einen besseren Halt bei der Kopulationsstellung zu gewährleisten.

## Unterarten
C. hispanus tritt in verschiedenen Unterarten auf. C. hispanus hispanus ist am weitesten verbreitet. Er ist vermutlich eine Kreuzung von C. hispanus latissimus, der im Languedoc sein Ausbreitungszentrum hat, und C. hispanus boudeti mit seinem Ausbreitungszentrum in der Provence. Phänotypisch steht er zwischen diesen beiden Unterarten und ist weniger einheitlich als sie.

## Verbreitung
Die Art kommt ausschließlich im Südwesten Frankreichs vor. Die nördliche Grenze liegt im Zentralmassiv. In kühlen Wäldern mit Kastanien- und Kiefernbewuchs ist der Käfer auf nördlich exponierten Hängen meist nicht selten. Er ist in Höhen bis zu 1200 m zu finden und tritt je nach Höhe zu verschiedenen Zeiten auf. In 700 m Höhe findet man aktive Tiere zwischen Ende April bis Mitte September. Der Käfer bevorzugt steilere Hanglagen; wo diese in sanftere Hügel übergehen, wird die Art zunehmend durch andere Käferarten ersetzt. In Tälern ist der Käfer häufig nur auf einer Talseite zu finden.

## Lebensweise
Die Larven und die adulten Tiere leben räuberisch. Sie sind mehrjährig. Die Überwinterung erfolgt auf Kalkboden mit Pinus sylvestris unter Steinen oder unter der Rinde durch Windbruch abgestorbener Bäume. Auf Schieferböden mit Kastanie überwintert das Tier unter dicken Moospolstern in mit Humus ausgekleideten Höhlen oder sogar nicht selten in kleinen Kolonien in den Erdhügeln, die sich um alte Baumstümpfe bilden.